# Les Terres de l'ogre
Pour plus de détails, voir Fiche technique et Distribution.
Les Terres de l'ogre (No hay tierra sin dueño), est un film dramatique franco-hondurien réalisé par Sami Kafati et sorti en 2003.
Kafati commence à tourner ce film en 1984, et finit de le monter en 1996, une semaine avant sa mort. Son fils Ramsès Kafati reprend  le projet et le termine au Chili en 2001. Il est présenté en France le 15 mai 2003 à la Quinzaine des Réalisateurs. Il est également projeté le 22 mars 2004 au festival latino-américain de Toulouse.

## Synopsis
Le maire est amené à devoir résoudre le problème que Don Calixto, cacique de la ville et puissant propriétaire terrien, rencontre avec un paysan qui refuse de se débarrasser de la parcelle de terre qui a appartenu à ses ancêtres et dont ses enfants hériteront. Fils du contremaître de l'hacienda, il met enceinte la fille naturelle de Don Calixto, qu'il compte épouser dès qu'il aura construit la maison sur le terrain où il a été contraint de vivre.

## Fiche technique
- Titre français : Les Terres de l'ogre[2],[3],[4]
- Titre original espagnol : No hay tierra sin dueño[5]
- Réalisation : Sami Kafati
- Scénario : Didier Boujard, Ramses Kafati, Sami Kafati, Jean-Michel Savy, Ivor Powell
- Photographie : Sami Kafati
- Montage : Sami Kafati
- Son : Daniel Henriquez-Ilic
- Production : Didier Boujard, Ramses Kafati, Sami Kafati, Jean-Michel Savy
- Sociétés de production : Alta Loma Films, Producciones Cinematográficas SK
- Pays de production :  Honduras -  France
- Langue originale : espagnol
- Format : Noir et blanc - 35 mm
- Genre : film dramatique
- Durée : 107 minutes
- Dates de sortie : 
  - France : 15 mai 2003 (Festival de Cannes 2003)

## Distribution
- José Luis López
- Saul Toro
- Daniel Vasquez
- Marisela Bustillo
- Eduardo Bähr (es)
- Napoleón Pineda